# Oxyopomyrmex
Oxyopomyrmex és un gènere de formigues de la subfamília dels mirmicins (Myrmicinae). Té una distribució mediterrània, incloent-hi la península Ibèrica.

## Espècies
El gènere Oxyopomyrmex inclou 12 espècies; a la península Ibèrica hi viu una:
- Oxyopomyrmex emeryi Santschi, 1908
- Oxyopomyrmex insularis Santschi, 1908
- Oxyopomyrmex krueperi Forel, 1911
- Oxyopomyrmex laevibus Salata & Borowiec, 2015
- Oxyopomyrmex magnus Salata & Borowiec, 2015
- Oxyopomyrmex negevensis Salata & Borowiec, 2015
- Oxyopomyrmex nigripes Santschi, 1907
- Oxyopomyrmex nitidior Santschi, 1910
- Oxyopomyrmex oculatus André, 1881
- Oxyopomyrmex polybotesi Salata & Borowiec, 2015
- Oxyopomyrmex pygmalioni Salata & Borowiec, 2015
- Oxyopomyrmex saulcyi Emery, 1889 (= O. santschii) - present a la península Ibèrica[2]